# Titularbistum Aegeae
Aegeae (ital.: Egee) ist ein Titularbistum der römisch-katholischen Kirche. 
Es geht zurück auf ein früheres Bistum der antiken Stadt Aigeai in Kilikien (heute  Ayas in der Türkei), das der Kirchenprovinz Anazarbus zugeordnet war.
| Titularbischöfe von Aegeae |                                        | |                   |                    |
| Nr.                        | Name                                   | Amt | von               | bis                |
| 1                          | Francesco Domenico Raynaud OFMCap      | Apostolischer Vikar von Sofia und Plowdiw (Osmanisches Reich/Fürstentum Bulgarien)                             | 12. Dezember 1867 | 1893               |
| 2                          | Jacques-Victor-Marius Rouchouse MEP    | Apostolischer Vikar von Nordwest-Sichuan (Republik China)                                                      | 28. Januar 1916   | 11. April 1946     |
| 3                          | John Joseph Wright                     | Weihbischof in Boston (Massachusetts, USA)                                                                     | 10. Mai 1947      | 28. Januar 1950    |
| 4                          | Michel-Jules-Joseph-Marie Bernard CSSp | Apostolischer Vikar von Conakry Apostolischer Vikar von Brazzaville (Französisch-Westafrika/Französisch-Kongo) | 12. März 1950     | 14. September 1955 |
| 5                          | Francisco de Borja Valenzuela Ríos     | Prälat von Copiapó (Chile)                                                                                     | 24. Mai 1956      | 20. August 1957    |
| 6                          | José Joaquim Ribeiro                   | Weihbischof in Évora (Portugal) Koadjutorbischof von Díli (Portugiesisch-Timor)                                | 30. November 1957 | 31. Januar 1967    |